# Ogyris
Genre
Ogyris est un genre de lépidoptères de la famille des Lycaenidae et de la sous-famille des Theclinae.

## Taxonomie
Ne pas confondre ce genre avec Ogyris Stimpson, 1860, genre non valide, synonyme de Ogyrides Stebbing, 1914, un genre de crustacés décapode de la famille des Ogyrididae.
Pour l'Universal Biological Indexer and Organizer, ce taxon est à attribuer à Westwood, 1852, alors que la plupart des autres sources indiquent George French Angas, 1847.

## Liste d'espèces
Selon BioLib (16 avril 2019) :
- Ogyris abrota Westwood, 1851
- Ogyris aenone Waterhouse, 1902
- Ogyris amaryllis Hewitson, 1862
- Ogyris aurantiaca Rebel, 1910
- Ogyris barnardi Miskin, 1890
- Ogyris faciepicta Strand, 1911
- Ogyris genoveva Hewitson, 1853
- Ogyris halmaturia (Tepper, 1890)
- Ogyris ianthis Waterhouse, 1900
- Ogyris idmo Hewitson, 1862
- Ogyris iphis Waterhouse & Lyell, 1914
- Ogyris meeki Rothschild, 1900
- Ogyris olane Hewitson, 1862
- Ogyris oroetes Hewitson, 1862
- Ogyris otanes C. Felder & R. Felder, 1865
- Ogyris subterrestris Field, 1999
- Ogyris zosine Hewitson, 1853